# نخر مخثر

النخر المخثر (بالانجليزية Coagulative necrosis) هو أحد أنواع موت الخلايا المفاجئ يحدث بسبب نقص التروية أو الاحتشاء. في النخر المخثر يحتفظ النسيج الميت ببنيته ليومين على الأقل. من المعتقد أن الإصابة تشوه البروتينات الهيكلية وانزيمات الليزوزوم مما يؤدي إلى تعطيل تحلل الخلايا التالفة. نقص انزيمات الليزوزوم تسمح للخلية بالحفاظ على التخثر لبعض الوقت. ومثل معظم أنواع النخر إذا توافرت خلايا قابلة للحياة حول المنطقة المصابة فغالبا تحدث عملية التجدد.
النخر المخثر يمكن تحفيزه أيضا بارتفاع درجة الحرارة الموضعي; وهو تاثير مرغوب به في العلاجات مثل الموجات الفوق صوتية الكثيفة المركزة حيث يتم تعريض الخلايا السرطانية لها.

## الأسباب
يحدث النخر المخثر غالبا بسبب بعض الحالات التي لا تتضمن الرضة الخطيرة أو السموم أو الاستجابات المناعية الحادة أو المزمنة. نقص الأكسجين يتسبب في موت الخلايا في المناطق التي تفشل الاوعية الدموية في توصيل الأكسجين بشكل أساسي لها، وأيضا بعض المواد الغذائية الهامة. ومن المهم ملاحظة أن نقص التروية يسبب النخر المخثر في معظم أنسجة الجسم، ولكن في الجهاز العصبي المركزي يتسبب في النخر المميع، حيث يتواجد الإطار الهيكلي بشكل قليل في الأنسجة العصبية.

## الباثولوجيا

### الفحص العياني الكبير
المظهر العياني الكبير لمنطقة النخر المخثر يكون عبارة عن قطعة شاحبة من النسيج محاطة بنسيج مغذى جيدا بالاوعية الدموية وجاف على مستوى القطع السطحي. قد يتحول النسيج إلى اللون الأحمر فيما بعد نتيجة للاستجابة الالتهابية. الخلايا المحيطة الناجية قد تساعد في عملية تجدد الخلايا المصابة الا إذا كانت خلايا مستقرة أو دائمة.

### الفحص المجهري
التشريح المجهري يظهر نسيج مصبوغ بشكل خفيف (عند استخدام صبغة الهيماتوكسيلين واليوزين) ولا يحتوي على انوية مع تلف بسيط في الهيكل، معطيا مظهر يطلق عليه غالبا 'الخلايا الشبحية'. قلة الصبغة بسبب هضم الانوية التي لا تظهر مرة آخر باللون الارجواني الداكن عند الصبغ باستخدام الهيماتوكسيلين، وازالة محتويات السيتوبلازم يؤدي إلى نقص محتوى الخلية من البروتين، مما يؤدي إلى نقص اللون الوردي الداكن المعتاد عند صبغ السيتوبلازم باستخدام اليوزين.

## التجديد
حيث أن غالبية البقايا الهيكلية تظل موجودة، فان الخلايا العطوب المجاورة للخلايا المصابة ستتضاعف وتستبدل الخلايا الميتة أثناء الحدث. الخلايا العطوب هي خلايا تمر باستمرار بعملية الانقسام الميتوزي ولذلك يمكن أن تساعد في إعادة تكوين النسيج، بينما الخلايا المستقرة والدائمة القريبة ( مثل: الاعصاب وخلايا القلب) لا تمر بعملية الانقسام الميتوزي ولا تستبدل النسيج المصاب. تهاجر الخلايا الليفية اليافعة للمنطقة المصابة وتقوم بترسيب النسيج الليفي مما يؤدي إلى تكوين تليف أو ندبة في المناطق التي لا يمكن للخلايا التضاعف واستبدال الانسجة.

## وصلات خارجية
- http://library.med.utah.edu/WebPath/CINJHTML/CINJ016.html